# Біле Блота (Александровський повіт)
Біле Блота (пол. Białe Błota) — село в Польщі, у гміні Александрув-Куявський Александровського повіту Куявсько-Поморського воєводства.
Населення — 95 осіб (2011).
У 1975-1998 роках село належало до Влоцлавського воєводства.

## Демографія
Демографічна структура станом на 31 березня 2011 року:
|          | Загалом | Допрацездатний вік | Працездатний вік | Постпрацездатний вік |
| -------- | ------- | ------------------ | ---------------- | -------------------- |
| Чоловіки | 52      | 14                 | 36               | 2                    |
| Жінки    | 43      | 14                 | 25               | 4                    |
| Разом    | 95      | 28                 | 61               | 6                    |